# Chronologie van de Nederlandse wetgeving
De chronologie van de Nederlandse wetgeving geeft een overzicht van enkele belangrijke formele gebeurtenissen in de Nederlandse wetgeving door de jaren heen.
| Ondertekening     | In werking       | Naam | Rechtsgebied           |
| ----------------- | ---------------- | --- | ---------------------- |
| 1813              | 1813             | Proclamatie Soeverein Vorstendom der Verenigde Nederlanden door driemanschap van 1813, waarin onder meer bepaald werd dat de Franse wetten bleven gelden | staatsrecht            |
| 29 maart 1814     | 1814             | Grondwet | staatsrecht            |
| 24 augustus 1815  | 1815             | Grondwet Verenigd Koninkrijk der Nederlanden | staatsrecht            |
| 29 september 1815 | 19 oktober 1815  | Wet instelling Orde van de Nederlandse Leeuw | cultureel recht        |
| 6 maart 1818      | 16 maart 1818    | Blanketwet | strafrecht             |
| 18 april 1827     | 17 mei 1827      | Wet op de rechterlijke organisatie (RO) | staatsrecht            |
| 15 mei 1829       | 1 oktober 1838   | Wet algemene bepalingen (AB) | staatsrecht            |
| 10 april 1838     | 1 oktober 1838   | Wetboek van Koophandel | ondernemingsrecht      |
| 1840              |                  | Grondwet (België eraf) | staatsrecht            |
| 11 oktober 1848   | 3 november 1848  | Grondwetsherziening van 1848 | staatsrecht            |
| 5 augustus 1850   | 2 september 1850 | Wet op de Parlementaire Enquête | staatsrecht            |
|                   | 1852             | Telegraafwet | publiekrecht           |
| 21 december 1861  |                  | Wet op de Raad van State | staatsrecht            |
| 3 maart 1881      | 1 september 1886 | Wetboek van Strafrecht (Sr) | strafrecht             |
| 12 december 1892  |                  | Wet op het Nederlanderschap en het ingezetenschap | publiekrecht           |
| 30 september 1893 | 1 september 1896 | Faillissementswet | ondernemingsrecht      |
|                   | 1 maart 1904     | Telegraaf- en Telefoonwet 1904; intrekking Telegraafwet                                                                                                  | publiekrecht           |
| 15 januari 1921   | 1 januari 1926   | Wetboek van Strafvordering (Sv) | strafrecht             |
| 12 december 1929  | 15 maart 1930    | Ambtenarenwet | arbeidsrecht           |
|                   | 4 september 1935 | Radio-Omroep-Zender-Wet 1935 | publiekrecht           |
| 28 oktober 1954   | 29 december 1954 | Statuut voor het Koninkrijk der Nederlanden | staatsrecht            |
|                   | 1 januari 1956   | Wet op het kijkgeld | publiekrecht           |
| 2 juli 1959       | 1 oktober 1962   | Algemene wet inzake rijksbelastingen (AWR) | fiscaal recht          |
| 9 maart 1962      | 16 april 1962    | nieuwe Wet op de Raad van State | staatsrecht            |
|                   | 1 januari 1969   | Wet op de omroepbijdragen; intrekking Wet op het kijkgeld                                                                                                | publiekrecht           |
| 3 april 1969      | 1 januari 1970   | Overgangswet nieuw Burgerlijk Wetboek | burgerlijk recht       |
|                   | 29 mei 1969      | Omroepwet | publiekrecht           |
|                   | 1 januari 1970   | Burgerlijk Wetboek Boek 1 | burgerlijk recht       |
|                   | 26 juli 1976     | Burgerlijk Wetboek Boek 2 | burgerlijk recht       |
| 4 februari 1981   | 10 juni 1981     | Wet Nationale Ombudsman | staatsrecht            |
| 19 december 1984  | 1 januari 1985   | Rijkswet op het Nederlanderschap; intrekking Wet op het Nederlanderschap en het ingezetenschap                                                           | publiekrecht           |
|                   | 1 januari 1988   | Mediawet; intrekking Omroepwet en Wet op de omroepbijdragen                                                                                              | publiekrecht           |
|                   | 1 januari 1989   | Wet op de telecommunicatievoorzieningen; intrekking Telegraaf- en Telefoonwet 1904                                                                       | publiekrecht           |
| 3 juli 1989       | 1 september 1992 | Wet administratiefrechtelijke handhaving verkeersvoorschriften (Wet Mulder)                                                                              | bestuursrecht          |
| 28 september 1989 | 1 november 1989  | Kieswet | staatsrecht            |
| 30 mei 1990       | 1 juni 1990      | Invorderingswet 1990 | fiscaal recht          |
|                   | 1 april 1991     | Burgerlijk Wetboek Boek 8 | burgerlijk recht       |
| 6 juni 1991       | 1 januari 1992   | Waterschapswet | waterrecht staatsrecht |
|                   | 1 januari 1992   | Burgerlijk Wetboek Boek 3, 5, 6 en 7 | burgerlijk recht       |
| 14 februari 1992  | 1 januari 1994   | Gemeentewet | staatsrecht            |
| 10 september 1992 | 1 januari 1994   | Provinciewet | staatsrecht            |
| 4 juni 1992       | 1 januari 1994   | Algemene wet bestuursrecht | bestuursrecht          |
| 9 december 1993   | 1 april 1994     | Politiewet 1993 | openbare-orderecht     |
| 21 april 1994     | 1 januari 1995   | Wegenverkeerswet 1994 | verkeersrecht          |
|                   | 15 december 1998 | Telecommunicatiewet; intrekking Wet op de telecommunicatievoorzieningen                                                                                  | publiekrecht           |
| 6 juli 2000       | 1 september 2001 | Wet bescherming persoonsgegevens | staatsrecht            |
| 23 november 2000  | 1 april 2001     | Vreemdelingenwet 2000 | vreemdelingenrecht     |
| 14 december 2001  | 1 januari 2002   | wijziging van het Wetboek van Burgerlijke Rechtsvordering                                                                                                | burgerlijk recht       |
|                   | 1 januari 2003   | Burgerlijk Wetboek Boek 4 | burgerlijk recht       |
| 31 oktober 2002   | 1 januari 2003   | Mijnbouwwet; intrekking Mijnwet van 1810 (Loi concernant les Mines, les Minières et les Carrières, laatste Franstalige wet in Nederland)                 | mijnbouwrecht          |
|                   | 10 november 2004 | intrekking Radio-Omroep-Zender-Wet 1935 | publiekrecht           |